# French Open 1980
Die 79. French Open 1980 waren ein Tennis-Sandplatzturnier der Klasse Grand Slam, das von der ITF veranstaltet wurde. Es fand vom 26. Mai bis 8. Juni 1980 in Roland Garros, Paris, Frankreich statt.
Titelverteidiger im Einzel waren Björn Borg bei den Herren sowie Chris Evert-Lloyd bei den Damen. Im Herrendoppel waren Gene Mayer und Sandy Mayer, im Damendoppel Betty Stöve und Wendy Turnbull und im Mixed Wendy Turnbull und Bob Hewitt die Titelverteidiger.

## Herreneinzel
Setzliste
| Nr. | Spieler          | Erreichte Runde |
| --- | ---------------- | --------------- |
| 01. | Björn Borg       | Sieg            |
| 02. | John McEnroe     | 3. Runde        |
| 03. | Jimmy Connors    | Halbfinale      |
| 04. | Guillermo Vilas  | Viertelfinale   |
| 05. | Vitas Gerulaitis | Finale          |
| 06. | Harold Solomon   | Halbfinale      |
| 07. | Eddie Dibbs      | 3. Runde        |
| 08. | Víctor Pecci     | 2. Runde        |

| Nr. | Spieler           | Erreichte Runde |
| --- | ----------------- | --------------- |
| 09. | Ivan Lendl        | 3. Runde        |
| 10. | Peter Fleming     | 2. Runde        |
| 11. | José Higueras     | 1. Runde        |
| 12. | Hans Gildemeister | Viertelfinale   |
| 13. | Wojciech Fibak    | Viertelfinale   |
| 14. | Victor Amaya      | 2. Runde        |
| 15. | Manuel Orantes    | Achtelfinale    |
| 16. | José Luis Clerc   | 2. Runde        |

## Dameneinzel
Setzliste
| Nr. | Spielerin         | Erreichte Runde |
| --- | ----------------- | --------------- |
| 01. | Chris Evert-Lloyd | Sieg            |
| 02. | Billie Jean King  | Viertelfinale   |
| 03. | Wendy Turnbull    | Viertelfinale   |
| 04. | Virginia Wade     | Achtelfinale    |
| 05. | Dianne Fromholtz  | Halbfinale      |
| 06. | Kathy Jordan      | Viertelfinale   |
| 07. | Hana Mandlíková   | Halbfinale      |
| 08. | Virginia Ruzici   | Finale          |

| Nr. | Spielerin      | Erreichte Runde |
| --- | -------------- | --------------- |
| 09. |                |                 |
| 10. |                |                 |
| 11. | Andrea Jaeger  | 1. Runde        |
| 12. | Sylvia Hanika  | Achtelfinale    |
| 13. | Caroline Stoll | 2. Runde        |
| 14. | Mima Jaušovec  | Achtelfinale    |
| 15. | Kate Latham    | 1. Runde        |
| 16. | Bettina Bunge  | Achtelfinale    |

## Herrendoppel
Setzliste
| Nr. | Paarung                          | Erreichte Runde |
| --- | -------------------------------- | --------------- |
| 01. | Brian Gottfried Raúl Ramírez     | Finale          |
| 02. | Peter Fleming Tomáš Šmíd         | Achtelfinale    |
| 03. | Peter McNamara Paul McNamee      | Achtelfinale    |
| 04. | Heinz Günthardt Pavel Složil     | Viertelfinale   |
| 05. | Paolo Bertolucci Adriano Panatta | Viertelfinale   |
| 06. | Wojciech Fibak Ivan Lendl        | Halbfinale      |
| 07. | Francisco González Bob Lutz      | Viertelfinale   |
| 08. | Tim Gullikson Tom Gullikson      | Achtelfinale    |

| Nr. | Paarung                      | Erreichte Runde |
| --- | ---------------------------- | --------------- |
| 09. | Bruce Manson Balázs Taróczy  | Halbfinale      |
| 10. | Kevin Curren Steve Denton    | 2. Runde        |
| 11. | Ross Case Geoff Masters      | Achtelfinale    |
| 12. | Victor Amaya Hank Pfister    | Sieg            |
| 13. | Stanislav Birner Jan Kodeš   | 1. Runde        |
| 14. | Vitas Gerulaitis Fred Stolle | Viertelfinale   |
| 15. | Mark Edmondson Kim Warwick   | Achtelfinale    |
| 16. | Billy Martin Ferdi Taygan    | Achtelfinale    |

## Damendoppel
Setzliste
| Nr. | Paarung                          | Erreichte Runde |
| --- | -------------------------------- | --------------- |
| 01. | Billie Jean King Ilana Kloss     | 1. Runde        |
| 02. | Kathy Jordan Anne Smith          | Sieg            |
| 03. | Chris Evert-Lloyd Wendy Turnbull | Viertelfinale   |
| 04. | Mima Jaušovec Betty Stöve        | Halbfinale      |

| Nr. | Paarung                          | Erreichte Runde |
| --- | -------------------------------- | --------------- |
| 05. | Virginia Ruzici Virginia Wade    | Viertelfinale   |
| 06. | Hana Mandlíková Renáta Tomanová  | Halbfinale      |
| 07. | Ivanna Madruga Adriana Villagrán | Finale          |
| 08. | Andrea Jaeger Betsy Nagelsen     | Achtelfinale    |

## Mixed
Setzliste
unbekannt